# چرخ‌دنده‌های جنگ ۲
چرخ‌دنده‌های جنگ ۲ (به انگلیسی: Gears of War ۲) یک بازی ویدئویی به سبک تیراندازی سوم شخص است که توسط اپیک گیمز ساخته شده و بوسیلهٔ استودیو مایکروسافت در تاریخ ۷ نوامبر، ۲۰۰۸ برای کنسول اکس‌باکس ۳۶۰ منتشر شد. این دومین نسخه از مجموعه بازی‌های چرخ‌دنده‌های جنگ، و دنبالهٔ قسمت اول به‌شمار می‌رود.